# Tabanus fulvimedioides
Tabanus fulvimedioides är en tvåvingeart som beskrevs av Tokuichi Shiraki 1918. Tabanus fulvimedioides ingår i släktet Tabanus och familjen bromsar. Inga underarter finns listade i Catalogue of Life.